# زلزال كالغورلي بولدر 2010
زلزال كالغورلي بولدر 2010 هو زلزالٌ وقعَ في أستراليا الغربية في أستراليا بتاريخ 20 أبريل 2010.